# Lonicera morrowii
Lonicera morrowii, tên thông dụng là kim ngân Morrow, là một loài thực vật có hoa thuộc chi Kim ngân, có nguồn gốc từ Nhật Bản, Hàn Quốc và phía Đông Bắc Trung Quốc, nhưng vẫn được tìm thấy trong tự nhiên ở các vùng Bắc Mỹ.

## Mô tả

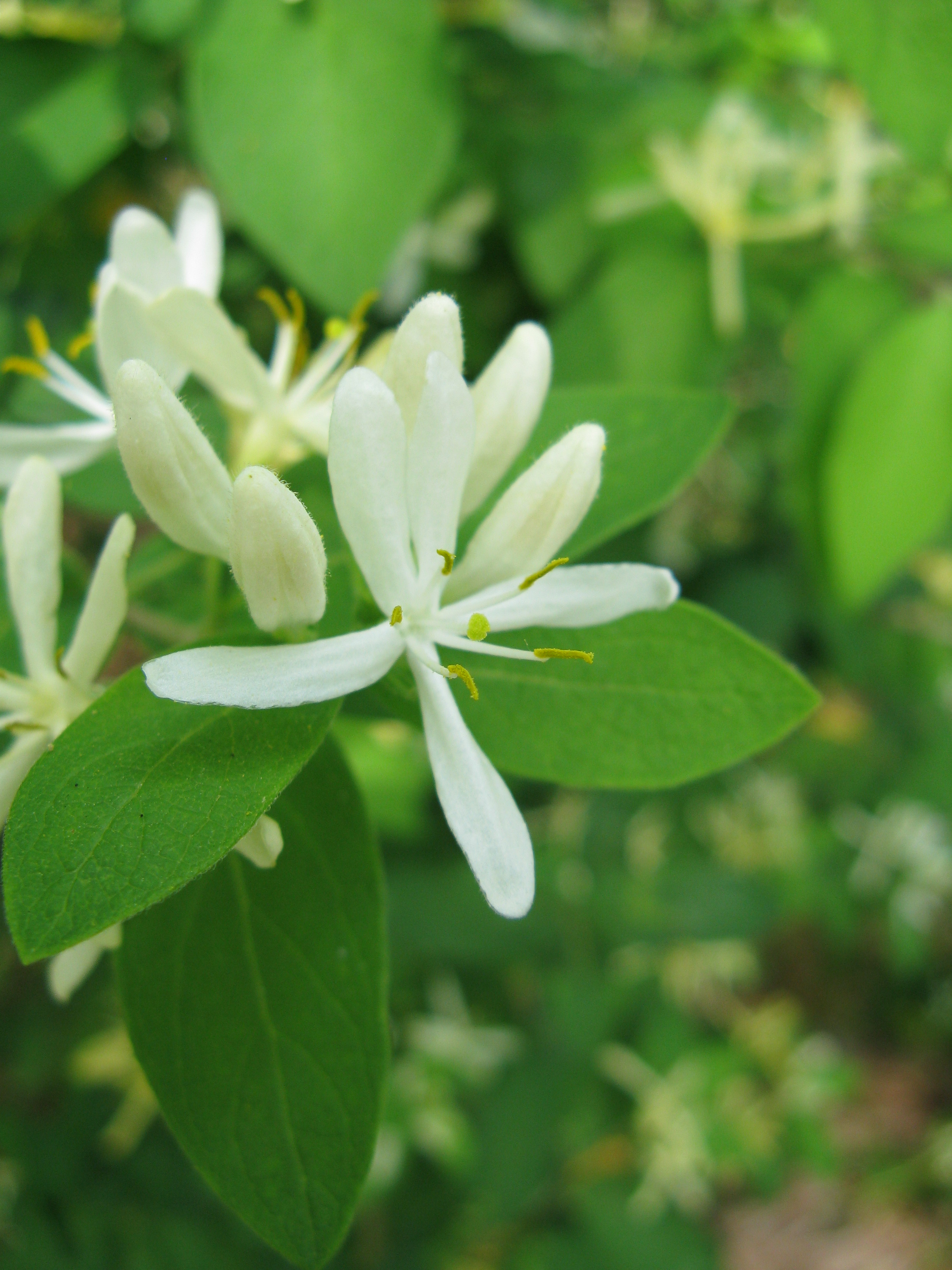
Hoa của Lonicera morrowii

L. morrowii là cây bụi rụng lá, có chiều cao khoảng 2 - 2,5 m. Cành và nhánh cây có màu xám bạc, có lông tơ; vỏ thân già có màu nâu xám. Những chiếc lá dài khoảng 4 – 6 cm và rộng khoảng 2 – 3 cm, có hình bầu dục. Vào mùa xuân, mặt trên của những chiếc lá này có màu xanh nhạt hơi pha xám, trong khi mặt dưới có màu trắng xanh và lại có lông ngắn. Vào các mùa sau, mặt trên của lá trở nên đậm hơn. Lá mọc khá sớm vào mùa xuân và thường vẫn còn trên cây vào cuối thu. Những bông hoa mọc từ nách lá, ban đầu có màu trắng, nhưng sau trở thành màu kem, dài và rộng khoảng gần 3 cm, 5 cánh hoa khá hẹp, có 5 nhị hoa với bao phấn màu vàng lộ rõ trên hoa, nở rộ vào giữa đến cuối mùa xuân, kéo dài khoảng 3 tuần, hoa rất thơm. Quả mọng màu đỏ tươi, đường kính khoảng 7 – 8 mm có chứa nhiều hạt, con người ăn nhiều có thể gây ngộ độc; đây là nguồn thức ăn của nhiều loài chim.

### Môi trường sống
L. morrowii thường mọc trong các khu rừng rụng lá, thảo nguyên, bụi cây ven đường hay các nơi đất trống bị bỏ hoang. L. morrowii ưa đất sỏi, đất sét hoặc có nhiều cát.

## Loài xâm lấn
L. morrowii là loài xâm lấn phổ biến ở Hoa Kỳ. Ở một số khu vực, kim ngân Morrow là loài thực vật chiếm ưu thế, tán lá dày đặc của chúng có thể che phủ ánh nắng, khiến nhiều thực vật mặt đất bị giết chết. ngoài ra chúng còn gây hại cho các loài động vật, ví dụ nhiều đốm màu cam bất thường trên thân của loài chim Bombycilla cedrorum được phát hiện trong hơn 35 năm qua, vốn do rhodoxanthin (một chất màu đỏ) trong các quả mọng của L. morrowii gây nên.

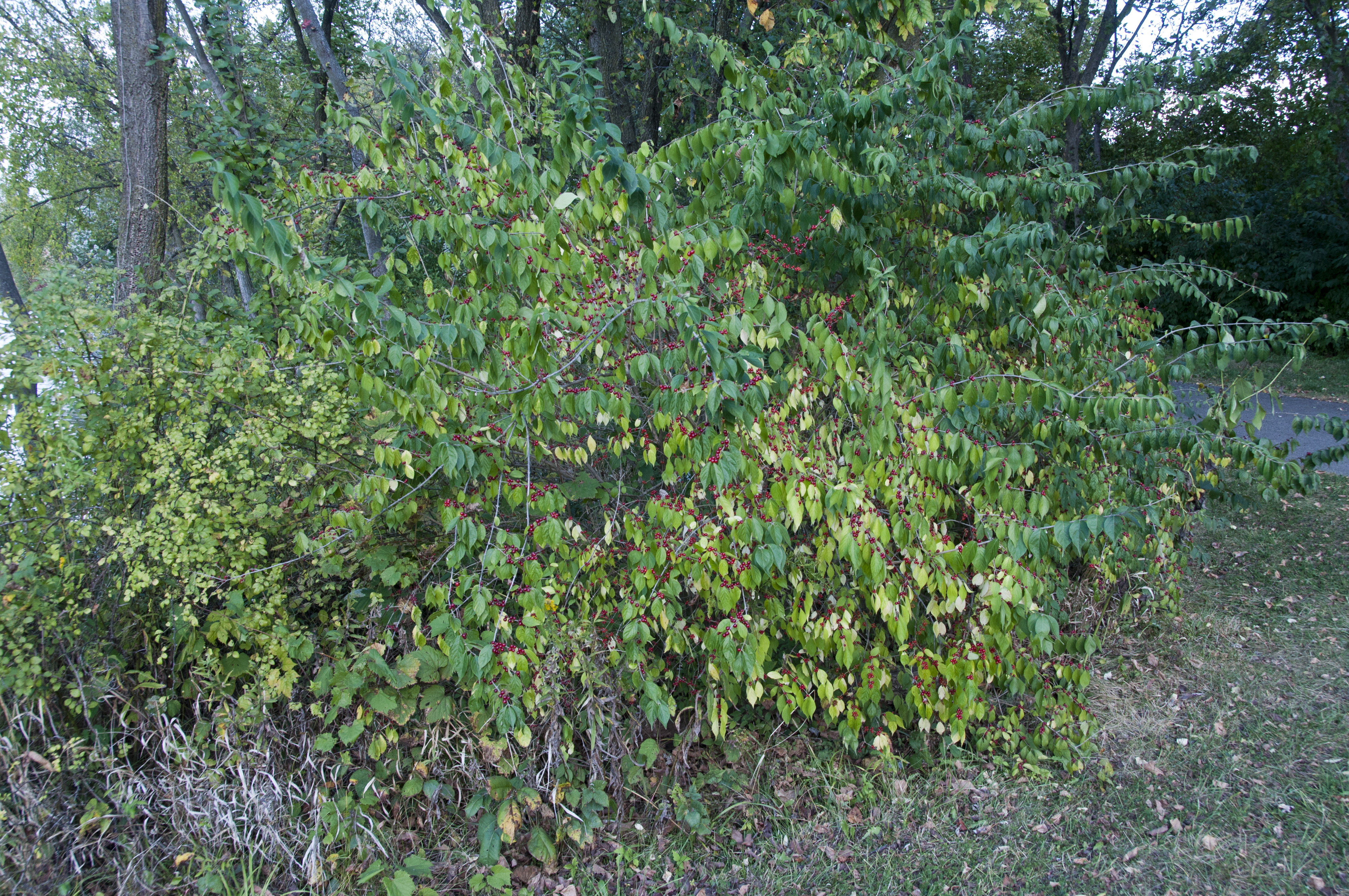
Một bụi Lonicera morrowii dại